# Brtnice
Brtnice é uma cidade checa localizada na região de Vysočina, distrito de Jihlava.